# Wortmann
Wortmann est une entreprise allemande, actuellement le plus grand constructeur d'ordinateurs indépendant en  Europe. Wortmann est présent sur les marchés des ordinateurs personnels, ordinateurs portables, serveurs d'entreprise et des moniteurs d'ordinateurs. Les produits sont vendus sous la marque Terra.

## Histoire
L'entreprise a été fondée en 1986 par Siegbert Wortmann, Gabriele Wortmann et Thomas Knicker. Depuis 1988, leurs produits sont vendus sous la marque Terra.
En 1996, Wortmann embauchait 100 collaborateurs et le chiffre d'affaires était de 100 millions d'euros. En 1998, l'entreprise était convertie en une société par actions.
Aujourd'hui (années 2010), après la déliquescence de Fujitsu Siemens Computers et de MAXDATA, Wortmann est un des rares fabricants d'ordinateurs européens qui restent actifs. Après Medion, Wortmann est la deuxième plus grande entreprise allemande dans cette branche d'activité. Le marché le plus important pour Wortmann est l'Allemagne, la quote-part des exportations s'élève à seulement 15 %. Chaque année depuis sa fondation, Wortmann a consigné une hausse du chiffre d'affaires.
En 2014, nait Sports Terra (de), filiale dédiée à l'électrostimulation musculaire.